# Каменка (Пензенска област)
Каменка (на руски: Каменка) е град в Русия, административен център на Каменски район, Пензенска област. Населението му към 1 януари 2018 година е 35 929 души.